# Gebel el-Ahmar
Gebel el-Ahmar (arabisch ﺟﺑﻞ الأحمر, „der Rote Berg“) ist der Name eines Berges in Ägypten, nahe Heliopolis nordöstlich von Kairo. 
Der Berg diente im Alten Ägypten als Steinbruch für harten Quarzit, den man seit dem Alten Reich für die Herstellung von Statuen und Sarkophagen verwendete. Aus dem Neuen Reich und der Spätzeit finden sich Inschriften, von denen die des Wesirs Hori am Ende des Berges zu den bedeutendsten gehören. Hori führte im Auftrage des Königs eine Steinbruchexpedition in die Region. Der französische Ägyptologe Georges Daressy veröffentlichte weitere Inschriften, Tierdarstellungen und Graffiti, darunter auch einen Text des Arbeitervorstehers Penimeni.
Inschriften auf der Statue des Amenophis, Sohn des Hapu und auf einem Rückenpfeiler der Memnonkolosse deuten darauf hin, dass der Stein für diese Statuen in Gebel el-Ahmar gebrochen sein soll. Neuere Vergleichsanalysen des Gesteins sprechen jedoch für das Gebel Tingar bei Assuan als Herkunftsort.
Ramses II. berichtet auf einer Stele mit einer Rede an die Steinbrucharbeiter von seinem Besuch der Quarzitsteinbrüche und dass er dort zwei große Blöcke für seine Statuen ausgewählt habe.